# Chromatoiulus margaritatus
Chromatoiulus margaritatus är en mångfotingart som först beskrevs av Fanzago 1875.  Chromatoiulus margaritatus ingår i släktet Chromatoiulus och familjen kejsardubbelfotingar.

## Underarter
Arten delas in i följande underarter:
- C. m. creticus
- C. m. epiroticus
- C. m. kerateus